# 2006年热带风暴贝里尔
热带风暴贝里尔（英語：Tropical Storm Beryl）是2006年大西洋飓风季期间形成的第3场热带风暴。系统由7月18日的热带扰动发展而成并总体保持北上趋势，由于外部环境有利而增强，并达到持续风速每小时95公里的最高强度。接下来贝里尔转向东北，因行经海域水温降低而减弱。7月21日，气旋吹袭南塔克特岛，并在不久后转变成温带气旋。系统残留继续向东北方向移动并经过新斯科舍，最终于7月22日同逐渐逼近的冷锋合并。
贝里尔在美国东北部海岸沿线产生大浪，但造成的影响很小，也没有造成人员丧生。马萨诸塞州所受影响仅限于小雨和阵风，没有报道表明当地有受到破坏。加拿大大西洋省份普遍出现中等程度降水和阵风，导致局部地区停电，但出现的破坏也很小。

## 气象历史
7月16日，有冷锋离开美国东岸，在北卡罗莱纳州近海基本停止移动并逐渐瓦解成地面低压槽，还发展成两片扰动天气区，其中一个的中心位于鳕鱼角东南偏南方向约490公里海域，另一个则在哈特拉斯角（Cape Hatteras）以南约320公里洋面。第一股低气压区很快就组织成热带风暴，但在实际操作中未获命名，另一片扰动天气则仍然面积广大且杂乱无章。但到了7月18日，系统结构已有改善，发展出层次分明的带状特征，在哈特拉斯角东南偏南方向约355公里海域获归类为第二号热带低气压。

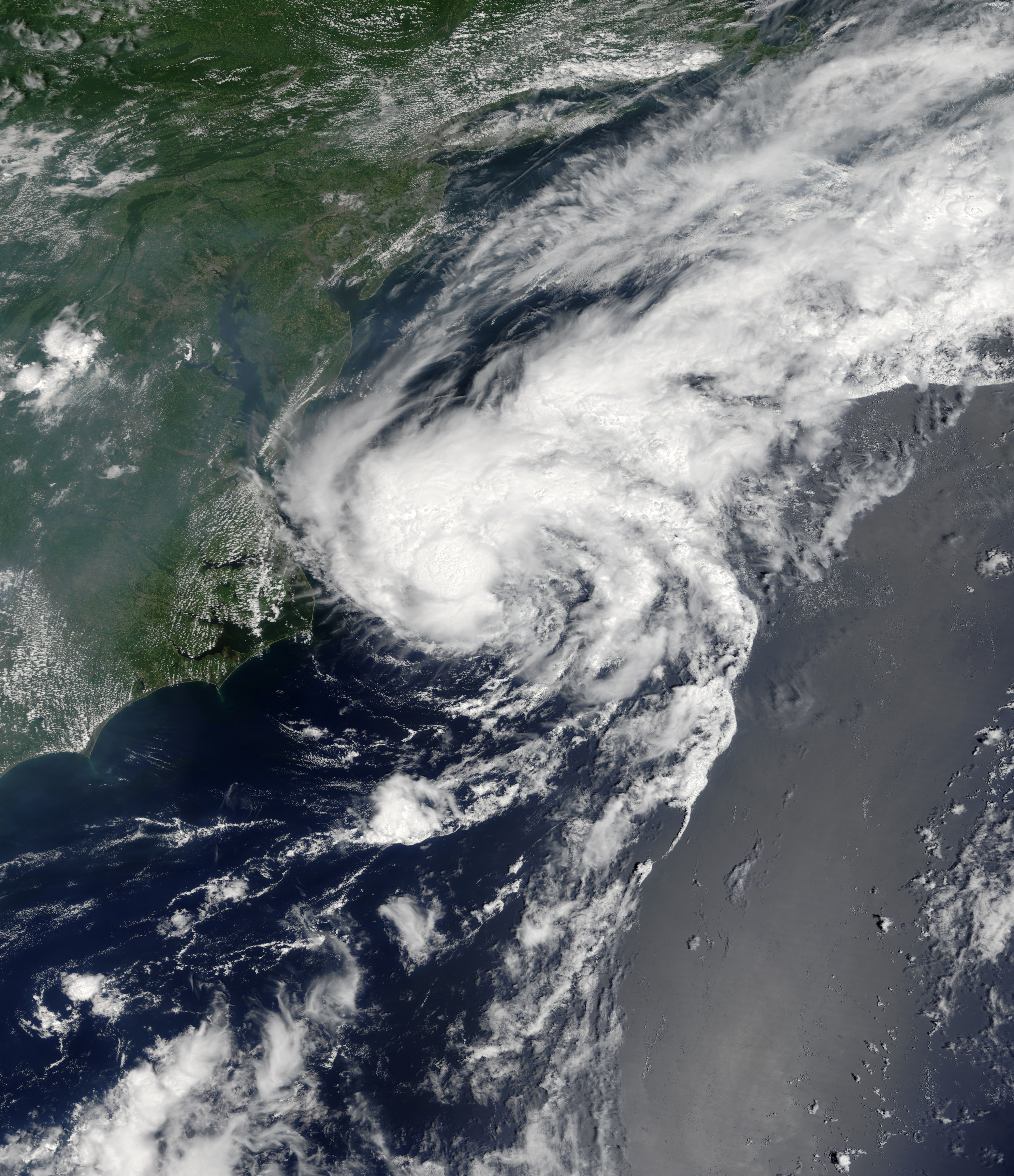
位于北卡罗莱纳州东侧的热带风暴贝里尔

低气压缓慢向西北偏西方向移动，经过副热带高压脊的薄弱环节，并随着对流带渐趋改善而增强成热带风暴贝里尔。气旋存在大部分时间里所处环境的垂直风切变都很少，而且有层次分明的上层外流。成为热带风暴后不久，贝里尔的下层环流开始暴露出来，其中的深层对流也很有限，但到了次日早上，气旋内又重新发展出深层对流。受外流继续改善、海面温度较高的双重利好因素影响，贝里尔逐渐增强，于7月20日清晨在北卡罗莱纳州戴尔县小镇纳格斯黑德（Nags Head）以东约190公里洋面达到风力时速95公里的最高强度。
贝里尔沿中大西洋地区及新泽西州海岸平行移动，在最高强度下保持了约18小时，在此期间对流中心发展出眼状特征。7月20日晚，风暴因行经海域水温降低而开始减弱，逐渐逼近的中层低压槽产生转向风力，促使气旋加速向东北方向移动，环流中心于7月21日清晨穿越南塔克特岛。由于行经洋面水温继续降低，对流也逐渐消亡。协调世界时7月21日中午12点过后不久，贝里尔在鳕鱼角以东近海转变成温带气旋。数小时后，温带系统登陆新斯科舍西南部，最终于7月22日同纽芬兰岛上空逐渐逼近的冷锋合并。

## 防灾措施
气象机构起初预计贝里尔会掠过南、北卡罗莱纳州，因此向美国东岸从北卡罗莱纳州了望岬向北至外滩群岛柯里塔克海滩灯塔之间地区发布热带风暴观察预警。随着气旋表现出朝东北转向的迹象，马萨诸塞州巴恩斯特布尔县的伍兹霍尔到普利茅斯之间地区进入热带风暴观察预警生效状态，生效范围还包括鳕鱼角、南塔克特和马萨葡萄园岛，这时距风暴登岸还有约33小时。约11小时后，美国国家飓风中心将之前发布的热带风暴观察预警升级成热带风暴警告，又对伍兹霍尔向西至纽哈芬市之间地区和长岛东部的法尔岛到杰斐逊港之间地区发布热带风暴观察预警。面对气旋的威胁，马萨诸塞州紧急事务管理局进入飓风季试运行状态。当地红十字会分会保持开放，还有两支志愿者队伍待命，随时准备提供协助。马萨诸塞州东南部各地警局加派警力，为风暴期间可能出现的问题做准备。许多渔民将船只固定，还有一些商户店主将窗口封死，以免因风暴受损。
贝里尔经过加拿大大西洋省份数天前，加拿大飓风中心就向新斯科舍和纽芬兰岛沿海水域发布烈风警告，还向新斯科舍西部包括哈利法克斯在内的地区发布暴雨警告。

## 影响

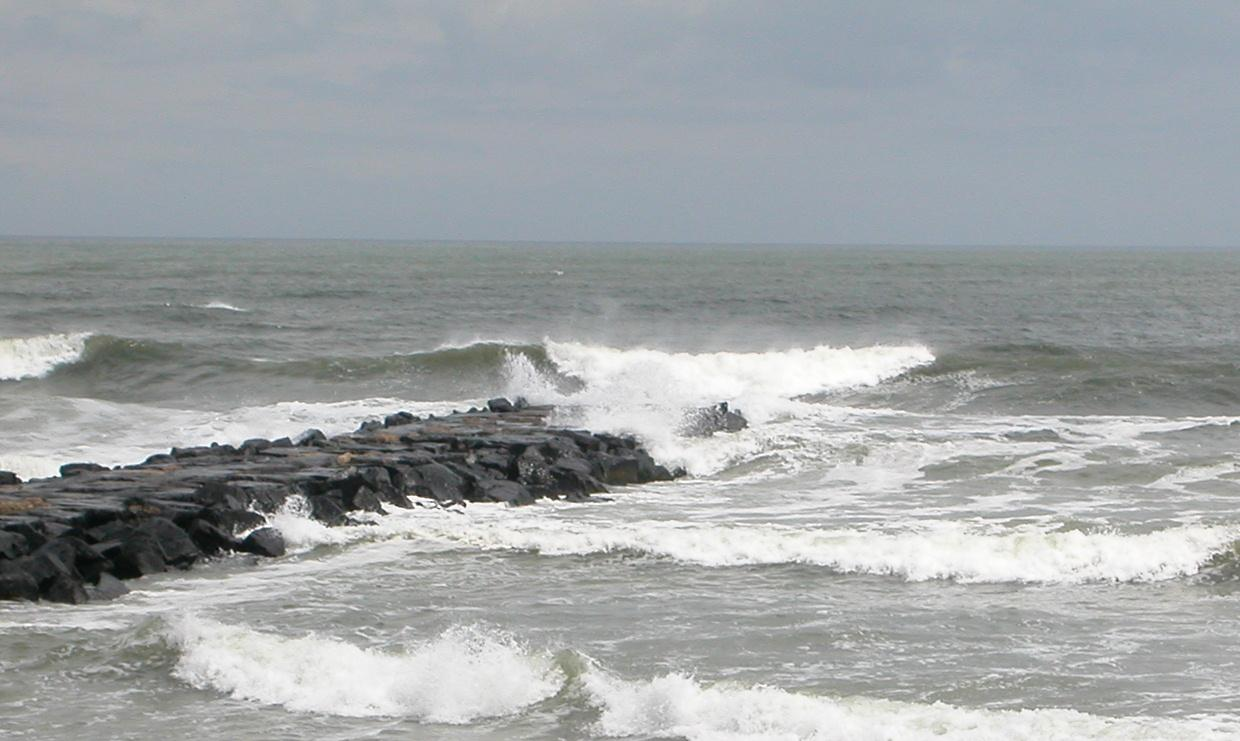
贝里尔在新泽西州海域产生的海浪

风暴在美国东岸沿线产生大浪，开放海域浪高达5.97米。气旋逼近期间，南塔克特岛南岸沿线有3米高的大浪，致使4人被离岸流所困，之后幸得救生员救出。马萨诸塞州南向海岸同样出现大浪，导致波士顿同南塔克特间的轮渡暂停运营。贝里克在南塔克特产生0.27米的风暴潮，马萨诸塞州东南部的风力相对较小，持续风速没有达到热带风暴强度，最高阵风时速为71公里，非正式纪录中的最高阵风时速则有82公里。气旋还在近海产生中等程度降水，美国本土的最高降雨量出现在南塔克特，只有24.6毫米。马萨诸塞州东南部的降水以巴恩斯特布尔县查塔姆（Chatham）最高，但也只有8.38毫米。据报道，整场风暴造成的破坏仅限于部分电线杆倒塌和树枝断裂。气旋的整体影响很小，没有出现停电和人员伤亡，也没有在海上引发紧急事件。
贝里尔的残留在加拿大大西洋省份产生中等程度降水，正式公布的数据中降雨量最高的是新斯科舍金斯县的苏格兰湾（Scots Bay），为71毫米，非正式纪录中略高，达到88毫米，局部地区在1小时里就降下25毫米雨量。此外，新不伦瑞克弗雷德里克顿的一间气象站在2小时内就测得45毫米雨量。降雨引发轻度洪灾，部分水道泛滥，淹没了一些街道。气旋沿途出现中等强度风力，其中最高风速出现在新斯科舍北部，达到每小时96公里。大风刮断了一些树枝，还导致部分地区停电，但总体破坏程度很轻。